# James Hall (Gouverneur)

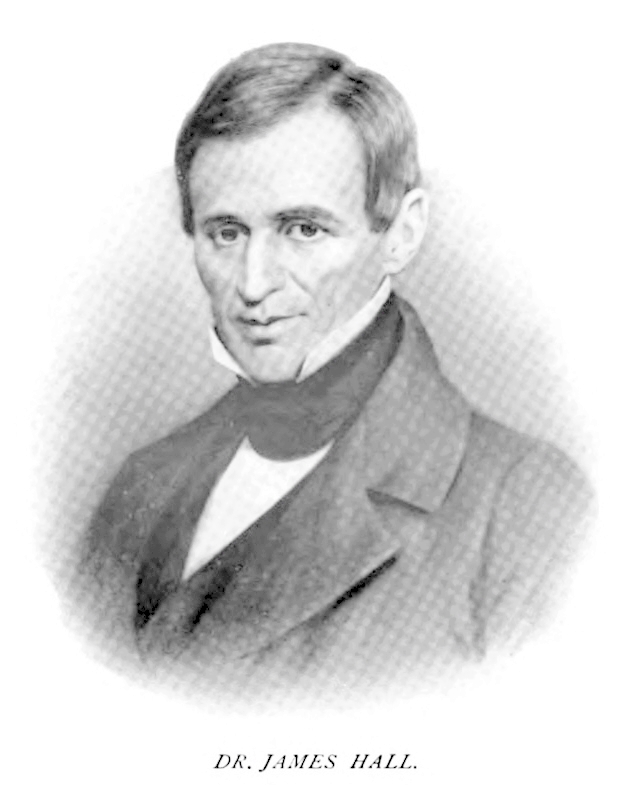
James Hall

James Hall (* 9. April 1802 in Cornish; † 31. August 1889 in Elkridge, Maryland) war ein US-amerikanischer Arzt und erster Gouverneur von Maryland in Liberia.

## Leben
James Hall wurde also Sohn von Nathaniel (1753–1809) und Prudence (geb. Chase) Hall geboren.  Er studierte an dem Bowdoin College in Brunswick bis 1822 Medizin. Er war 1831 als Arzt für die American Colonization Society in Liberia beschäftigt, musste aber auf Grund einer Erkrankung nach Baltimore zurückkehren und verbrachte fünf Monate im Krankenhaus. 1832 wurde er von der Maryland State Colonization Society beauftragt eine neue Kolonie bei Cape Palmas zu gründen. 1833 segelte er hierfür zurück nach Afrika und wurde Gouverneur dieser neu gegründeten Kolonie Maryland in Liberia. Im Juni 1836 musste er krankheitsbedingt nach Baltimore zurückkehren. Sein Nachfolger war sein Freund John Brown Russwurm.
Von 1840 an bis zum Ausbruch des Bürgerkrieges 1861 war er Agent der Maryland State Colonization Society und der American Colonization Society.  Das Maryland Colonization Journal  wurde von im geleitet.
Seinen Ruhestand verbrachte er in dem kleinen Dorf Elkridge nahe Baltimore. Er hatte mindestens einen Sohn, George Hall.